# Suchindram
Suchindram é uma panchayat (vila) no distrito de Kanniyakumari, no estado indiano de Tamil Nadu.

## Geografia
Suchindram está localizada a 8° 09′ N, 77° 29′ L Tem uma altitude média de 19 metros (62 pés).

## Demografia
Segundo o censo de 2001,  Suchindram  tinha uma população de 11,953 habitantes. Os indivíduos do sexo masculino constituem 49% da população e os do sexo feminino 51%. Suchindram tem uma taxa de literacia de 86%, superior à média nacional de 59.5%: a literacia no sexo masculino é de 89% e no sexo feminino é de 84%. Em Suchindram, 9% da população está abaixo dos 6 anos de idade.